# Абдалмумін-хан
Абдалмумін-хан (16 січня 1568–1598) — 12-й хан Держави Шейбанідів у 1598 році. Зумів захопив більшу частину Хорасану.

## Життєпис
Син Абдулла-хана II. Народився 1568 року в Бухарі. 19 вересня 1582 року був призначений намісником в Балху. 1583 року стає спадкоємцем трону з титулом титул молодший хан (кічік-хан). З огляду на молодість Абдалмуміна до нього був приставлений аталиком емір Джанкелді-бій.
В Балхі активно займався розбудовою міста (мечетей, мавзолеїв, ринків, брам) та відбудовою старих стані і зведенням нових укріплень навколо нього.
1586 року захопив Хуталлян у місцевого представника династії Тимуридів. А У 1587 року бадахшанські правителі Сулейман-шах (син Мірзи-хана) і Хосров-мірза та Шахрух-мірза (сини Ібрагім-мірзи) з династії Тимуридів захопили Хуталлян, Талукан і Кішм, сплюндрували околиці Кундуза. Втім зрештою Абдалмумін завдав поразки супротивникам, які втекли на територію Кабула (під владою Імперії Великих Моголів).
У 1588—1589 роках допоміг батькові під час облоги Герату. Абдалмумін висловив невдоволення передачею Герата Кулбабі-кукельдашу, тому Абдулла-хан II надав синові міста Термез і Куляб. За цим Абдалмумін-хан почав знищувати кизилбашів в Хорасані.
1589 року завоював Бадахшан і Тохаристан. Того ж року придушив в Бадахшані повстання Мухаммад Заман-мірзи. Можливо йому намагався допомогти могольський падишах Акбар, що невдовзі прибув до Кабулу, але на той час повстання було придушено.
Того ж року очолив військо з підкорення усього Хорасану. У вересні захопив Мешхед, де наказав викопати рештки шаха Тахмаспа I й спалити. За цим відправив послання до османського султана Мурада III з пропозицією спільних дій проти шаха Аббаса I.

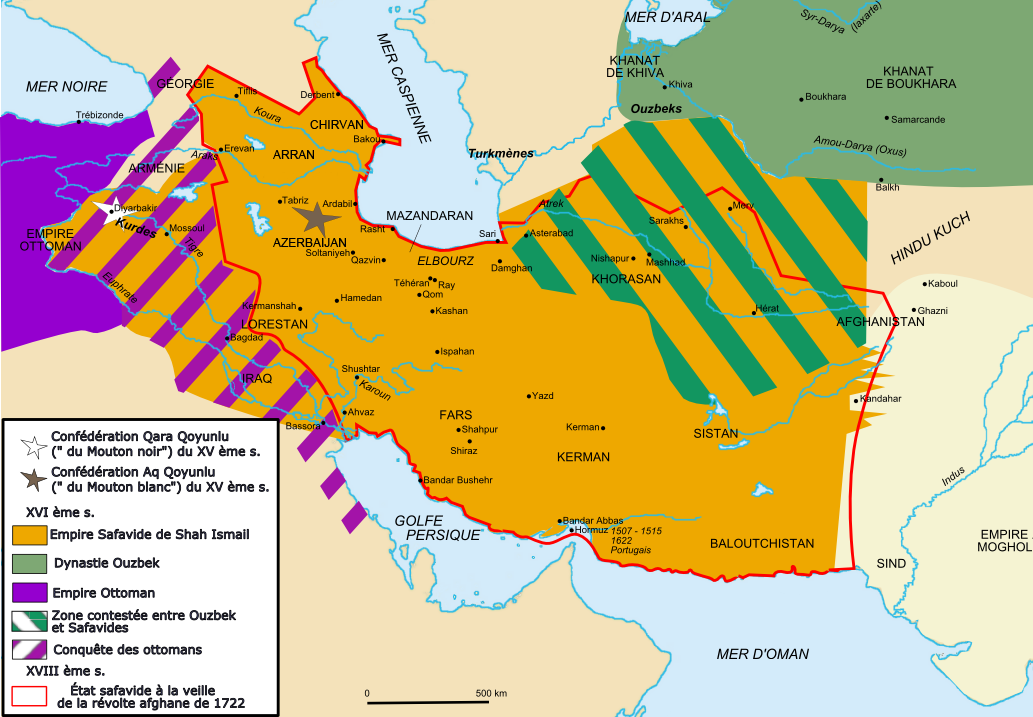
Держава Шейбанідів (позначено зеленим кольором і зеленими рисками) на 1598 рік

1590 року Абдалмумін-хан захопив Гуріян, Фушедж, Нішапур, Каф, Джам. У відповідь перський шах уклав союз з хівінським ханом Хадж-Мухаммадом. Втім 1591 року Абдалмумін зумів зняти ворожу облогу з Нішапура. Того ж року захопив ще захопив 20 важливих міст і селищ, зокрема Ісфару, Сабзевар, Тун, Табас, Мазінан, Джаджерм, Шуган, Джур, і Кайєн. 1592 року перси відвоювали Ісфар, Джаджем, Сабзавар. 1593 року Абдалмумін захопив хорасанські міста Абіверд, Несу і Дарун, 1594 року відбив Нішапур, а 1595 року — Сабзевар. Втім останній було втарчено через декілька місяців.
Втім Абдалмумін-хан продовжив війну з Персією, в кампанії 1596—1597 років вдерся до Астрабаду, де захопив важливу фортецю Ругад, але закріпитися в цій провінції не зміг.
1598 року після смерті батька посів трон. Негайно наказав стратити своїх стриєчних братів, щоб не допустити змов. Став планувати нову військову кампанію проти Персії. Але після 6-місячного панування його було вбито змовниками-емірами Абд ас-Самад-бієм й Мухаммад-Кулі-бієм між Ура-Тюбе і Зааміном. Трон перейшов до стриєчного вуйка Пірмухаммед-хана II.